# 貴族代表議員
イギリスにおける貴族代表議員（きぞくだいひょうぎいん、英語: representative peer）は、スコットランド貴族およびアイルランド貴族からイギリスの貴族院に参加するために選ばれた者をいう。イングランド貴族、グレートブリテン貴族、連合王国貴族は1999年まで貴族院議員たる資格を全員が持っており、代表を選出するようなことはなかった。
貴族代表議員制度が導入されたのは合同法成立後の1707年のことである。イングランド王国とスコットランド王国が統一され、グレートブリテン王国が成立した際、168人のイングランド貴族に対し、154人のスコットランド貴族が存在した。イングランド貴族は、大勢のスコットランド貴族が貴族院になだれ込み、貴族院を支配してしまうことを恐れ、スコットランド貴族の中から少数の代表者を選び、選ばれた人物がスコットランドを代表するように取り決めを行った。1801年1月にアイルランド王国との合同が行われグレートブリテン及びアイルランド連合王国が成立したときも、同様の取り決めが行われた。
スコットランドは貴族代表議員を16名選出する権利があり、アイルランドは28名選出する権利があった。スコットランドで選出された貴族代表議員は1会期を務め、議会の解散のたびに新たに選出された、一方、アイルランドの貴族代表議員は終身制だった。1922年12月にアイルランドが自治領のアイルランド自由国として実質的に独立したことにより、アイルランド貴族代表議員の選挙は終焉した（ただし、すでに選出されたアイルランド貴族代表議員は死去まで議席を維持した）。スコットランド貴族代表議員については1963年に全員が貴族院議員となる資格を得たことで、選挙を行う必要はなくなった。
1999年貴族院法により、貴族代表議員の制度が新しく導入されたことで、貴族院に議席を持つ世襲貴族は92名に制限された。

## スコットランド

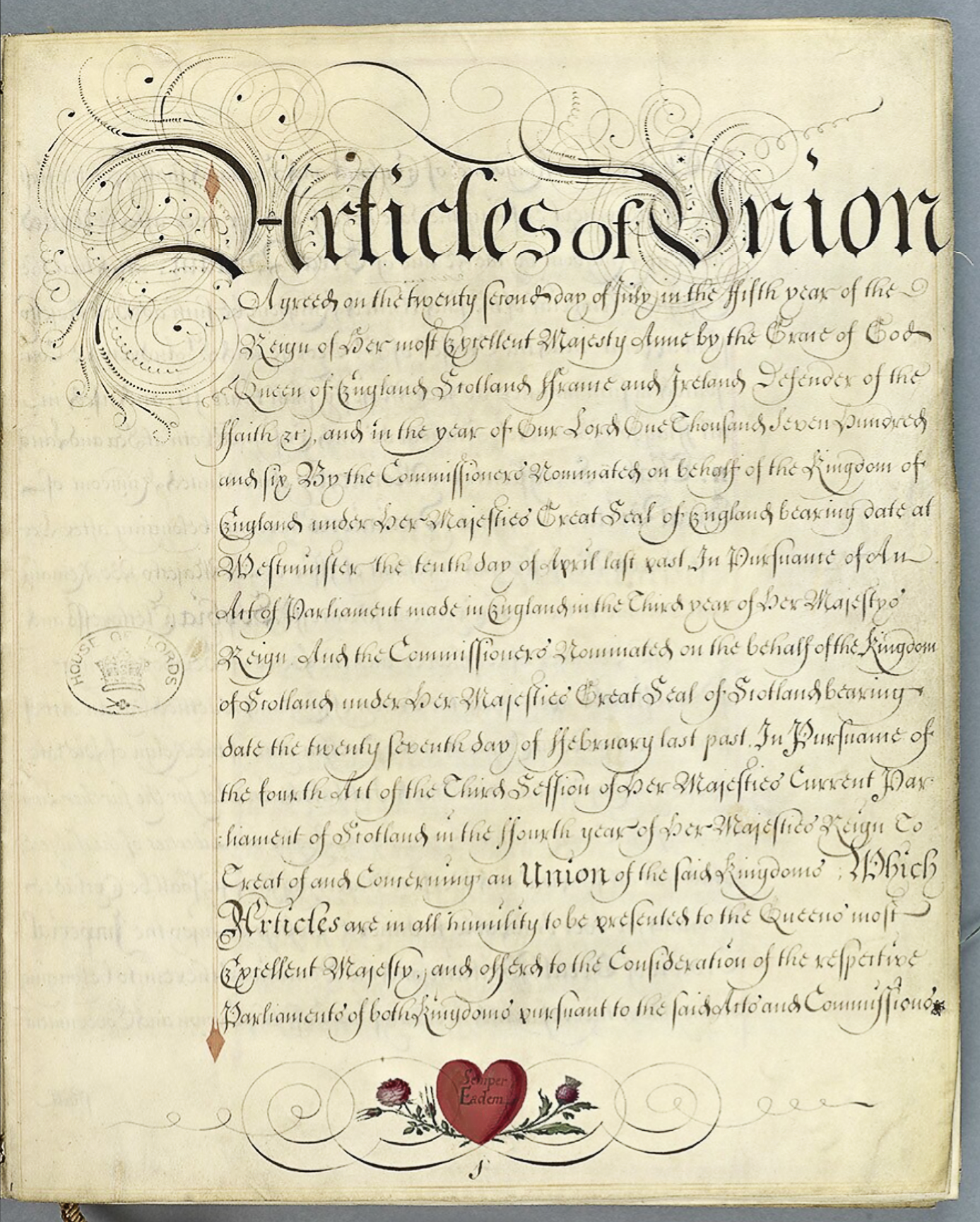
1707年合同法は1707年1月16日にスコットランド議会で、1707年3月19日にイングランド議会で批准された。

1707年合同法第22条と第23条に基づき、スコットランド貴族は16人の貴族代表議員を選抜する権利を持っていた。スコットランド貴族代表議員の任期は1会期もしくは最大7年だったが、再選は許可されていた。議会が新しく招集されるとき、国王は宣言を出してスコットランドの貴族をホリールード宮殿に招集して、選挙を行う。選挙が行われる場所はホリールード宮殿のグレートギャラリー（Great Gallery）という、ヤコブ・デ・ウェットによるファーガス・モーからチャールズ2世までのスコットランド君主の肖像画が飾られている大部屋であり、手順としてはまず選挙名簿管理長官が貴族名簿を読み上げ、呼ばれた者はそれぞれ返事をする。続いて、選挙名簿管理長官は再び貴族名簿を読み上げ、呼ばれた者が自分の投票を公表する。その後、当選者の名前はロンドンにある国王書記官のもとに送られる。貴族代表議員に空席が生じた場合も同じ手順で選挙が行われた。
スコットランド貴族代表議員選挙にはブロック投票制度が使用され、各貴族は埋めるべき席の数だけの投票を行う。しかし、この制度では貴族の人数が最も多い政党（通常は保守党）が支持度と不相応に多い議席を得て、それ以外の政党は1議席も得られないこともあった。選挙名簿管理長官は名簿読み上げのほかにも票を数える役割を果たしており、選挙名簿管理長官が発表する当選者リストは貴族代表議員が議会に登院するのに十分な証拠とされた。しかし、スコットランド貴族代表議員はそれ以外の貴族と違い、議会召集令状を受け取ることはなかった。

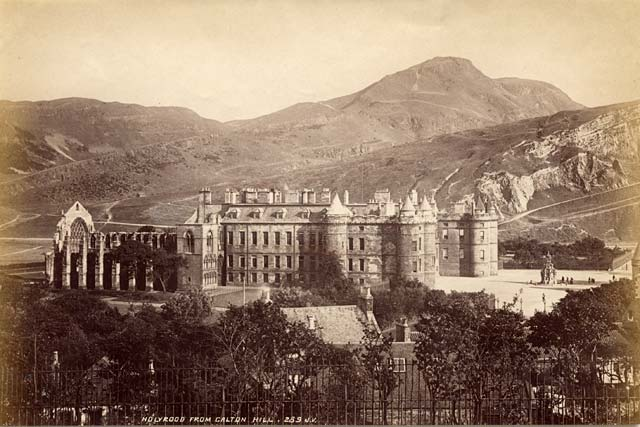
スコットランドの貴族代表議員はホリールード宮殿で選ばれた。

スコットランド貴族の貴族院における地位と権利は18世紀中は明確ではなかった。例えば、スコットランド貴族の第4代ハミルトン公爵ジェイムズ・ハミルトンは1711年にグレートブリテン貴族のブランドン公爵に叙されたが、彼が貴族院に登院しようとしたときは入場を拒否された。スコットランド貴族はグレートブリテン貴族の爵位を保有している場合でも、スコットランド貴族代表議員に選出されていない限りは登院できないと、貴族院が裁定を下したのである。このような裁定を下した理由は1707年の合同法で貴族院におけるスコットランド貴族を16人より多くも少なくもないと規定したためとした。しかし、貴族院は1782年にこの決定を覆し、年齢などの条件さえ満たせば、スコットランド貴族であるかどうかにかかわらず、いかなる人物でも国王によって貴族院を許可されうるとした。
1963年貴族法により、貴族院の議席を持つ権利が全てのスコットランド貴族に与えられたため、スコットランド貴族代表議員選挙の制度も終わりを告げた。1999年貴族院法により、スコットランド貴族はグレートブリテンやイングランドの世襲貴族と同じく、貴族院において自動的に議席を得る権利を失った。貴族院法案が議論されている際には、この提案は合同条約に違反するものではないかと言う質問があがった。この質問がなされた背景には下記の論点がある。イングランドとスコットランドの合同以前、スコットランド王国議会は合同に条件をつける権利があり、そのときにつけられた条件の1つにウェストミンスターの両議会（庶民院と貴族院）でスコットランドの代表が含まれることへの保証があった。そのため、スコットランド貴族全員に貴族院の議席を与えた1963年貴族院法は合同条約第22条に違反していないとした（スコットランドの議員が少なくとも16人いれば第22条に反しないため）。さらに、第22条の要件を無効にする唯一の方法はイングランドとスコットランドの合同解消であり、貴族院はそれを望んでいないとした。
この意見に対し、政府の法律顧問は異なる見解を持っていた。政府の法律顧問の見解によると、1963年貴族法は合同条約のうち貴族代表議員選挙に関する条項を明確に廃止しており、当時の議会の議論ではこの廃止について疑問を持つ者はいなかった。第22条が実際に廃止されていたか、廃止されたとみなされたため、貴族院法案は合同条約のどの条項にも反していないこととなる。また、政府からは第22条がいわゆる「堅固に保護された条項」ではないため、廃止が可能であるとの主張がなされた。「堅固に保護された条項」の例としては、イングランドとスコットランドが「永遠」に合同した、スコットランド民事控訴院は「現在と同じくスコットランド国内で永久に」存在する、スコットランド国教会の確立が「実質的に、不可変に保証された」、といったものがあるが、第22条には同条項を「基礎的、または永久に不可変」にする語彙が含まれていなかった。
政府は更に次の点を指摘した。たとえスコットランド貴族の選挙が「堅固に保護された」としても、議会は議会主権というドクトリンに基づき条項を改正することができる。例えば、スコットランド国教会の地位は「不可変に」保証されたものの、議会は1853年スコットランド大学法で教授への就任前に信仰を表明するという要件を廃止した。アイルランドに至ってはアイルランドとの合同法でアイルランド国教会が「堅固に保護された条項」で確立されたにもかかわらず、アイルランド国教会は1869年に解体された。また、グレートブリテン王国とアイルランド王国の合同は「永久」とされたが、アイルランドの大半の地域は1922年12月のアイルランド自由国成立で合同を解消した。したがって、議会は合同法の条項の廃止、およびその根底にある原則を自由に変更することができる。
最終的には貴族院の特権委員会は貴族院法案が成立しても合同法の条項が破られることはないと認定した。法案は国王裁可を受け、世襲貴族は1999年より自動的に議会の議席を得る権利を失った。

## アイルランド

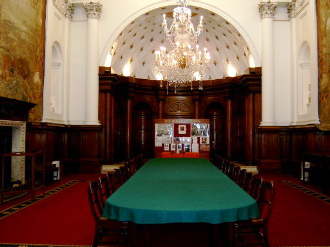
ダブリン、カレッジ・グリーンにあるアイルランド貴族院議場。1回目のアイルランド貴族代表議員選挙はこの議場で行われた。

1800年合同法第4条と第8条ではウェストミンスターの議会におけるアイルランド代表を規定するとともに、アイルランド議会に合同までに実施の詳細を定める議案を通過させる義務を課した 。
アイルランドの貴族は28人の貴族代表議員を世俗貴族として選抜する権利を持っており、アイルランド貴族代表議員は終身務めるとした。1回目のアイルランド貴族代表議員選挙はダブリンのカレッジ・グリーンにあるアイルランド貴族院議場で行われたが、政府は投票がまだ行われていないにもかかわらず当選者のリストを流布したという。アイルランド王書記長が投票の手配を行い、各貴族は公開で投票した。合同以降、空席が生じてから52日経過するまでに郵便投票が行われた。空席が生じる理由は主に貴族代表議員の死去だったが、第3代アシュタウン男爵フレデリック・トレンチが1915年に破産により失職するという例がある。また、アイルランド貴族代表議員が連合王国貴族に叙される（カーゾン男爵が1911年にスカーズデール子爵に叙されたときなど）場合は空席が生まれることはない。
グレートブリテン大法官（貴族院議長を兼任）が空席を確認する役割だったのに対し、アイルランド大法官はアイルランド王書記長に指示を下して、アイルランド貴族へ投票用紙を送るようにするという役割だった。その後、書記長は記入された投票用紙を回収して当選者を確認、発表する。当選者はダブリン・ガゼットとロンドン・ガゼットでも発表される。カトリックの貴族は1829年カトリック教徒救済法が成立するまで投票も立候補もできなかった。ウェストミンスターの特権委員会から選挙権を承認されるための手続きは（イギリスとアイルランドの）貴族として承認されるためのそれより煩雑で費用も高かったが、1857年に是正された。また、政府は長年不在地主の当選を防ごうとしていたが、例外としてカーゾン男爵がいる。カーゾン男爵は当時の自由党政府から連合王国貴族への叙爵を拒否され、選挙権の確認も行わなかったものの、1908年に貴族代表議員に当選した。
合同法に基づき、イングランド国教会とアイルランド国教会も合同した。合同以前は両国教会がそれぞれグレートブリテン貴族院とアイルランド貴族院で聖職貴族として議席を有していたが、合同以降ではアイルランドが大主教1人と教区主教3人の合計4人を選出し、この4人は1会期の間貴族院議員務めた。それ以降は各主教区の主教が順番で貴族院議員を務めたが、この順番ではすでに貴族代表議員を務めている者は除外される（例えば、チャールズ・アガーはダブリン大主教ではなくサマートン子爵として貴族院議員を務めた）。1833年教会世俗所有物法により多くの主教区が合併され、チュアム大主教区とカシェル大主教区が主教区に降格されると、この順番も合わせて変更された。1869年アイルランド教会法によりアイルランド国教会が1871年に解体されると、アイルランドの主教が聖職貴族として貴族院議員を務める例はなくなったが、アーマー大主教ロバート・イームズが1995年に一代貴族に叙されるという例はあった。

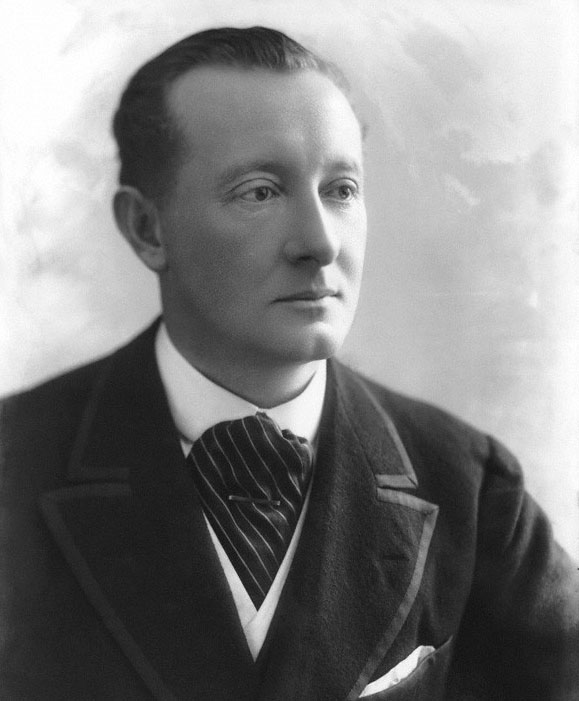
最後のアイルランド貴族代表議員第4代キルモリー伯爵フランシス・ニーダム（1920年）

1922年12月にアイルランド自由国が成立したことで、アイルランド貴族は貴族代表議員を選出しなくなったが、すでに選出された貴族代表議員は引き続き貴族院議員を務めた。そして、最後のアイルランド貴族代表議員第4代キルモリー伯爵フランシス・ニーダムは1961年に死去した。アイルランド自由国成立以降もアイルランド貴族代表議員が引き続き選出されるかどうかについては長らく論争が続いており、アイルランド自由国を成立させた法ではこのことに触れなかったため、一部ではこの事実を貴族代表議員を選挙する権利が廃止されていない証拠として挙げている。しかし、1922年アイルランド自由国必然的規定法（Irish Free State (Consequential Provisions) Act 1922）では貴族代表議員選挙に関わるアイルランド大法官の官職を廃止しており、アイルランド王書記長の官職も廃止された。1922年以降、アイルランド貴族は貴族院に貴族代表議員を選出する権利の回復を請願したが、貴族院改革合同委員会（Joint Committee on House of Lords Reform）は1962年に請願を棄却した。スコットランド貴族全員に貴族院議員の議席を与えた1963年貴族法の法案が審議されていたとき、アイルランド貴族に同様の権利を与える改正案が提出されたが、8票対90票で否決された。貴族法は代わりにアイルランド貴族が庶民院の選挙で出馬、投票する権利を再確認した。
1965年、アルスター出身の第8代アントリム伯爵ランダル・マクドネルやほかのアイルランド貴族は貴族院に請願し、貴族代表議員を選出する権利が正式に廃止されたことはなかったと主張したが、貴族院に却下された。常任上訴貴族のリード男爵は合同法では貴族代表が「アイルランドを代表して」議員を務めると定められているとし、アイルランドの島が「アイルランド自由国」と「北アイルランド」に分割されているため、貴族代表が代表している「アイルランド」という政治実体はもはや存在しないとした。さらに、「後から制定される法律により、以前の成文法が機能するのに必要な特定の状態の連続性が失われていたら、その成文法は暗黙のうちに廃止されたものとなる」とした。一方、もう1人の常任上訴貴族であるウィルバーフォース男爵は合同法のような重要な法律が暗黙のうちに廃止できるという主張に同意しなかった。その代わり、ウィルバーフォース男爵は1922年アイルランド自由国必然的規定法でアイルランド大法官とアイルランド王書記長の官職が廃止されたことを挙げ、貴族代表議員選挙の開催を宣言するアイルランド大法官と投票用紙を配送する書記長の官職が廃止されたとあってはアイルランド貴族が選出される方法はないとした。
請願を行った貴族は北アイルランドが引き続き連合王国の一部として残っていることを指摘しなかった。『バーク貴族名鑑』によると、もしこの事実が指摘されていたら、アイルランド大法官とアイルランド王書記長に対応する官職が存在する北アイルランドにおいてウィルバーフォース男爵の主張は成立しないことになる。「請願を行った貴族の代表弁護士は自身が最良と考えている論点を特権委員会の委員が支持していたため、それ以外の論点を挙げて彼らの支持を失うようなことをしたくなかった」というのが北アイルランドに関する論点を取り上げなかった理由とされた。そして、さらなる請願を防ぐべく、イギリス議会は1971年成文法廃止法で合同法のアイルランド貴族代表議員選挙に関する条項を廃止した。

## 庶民院
1707年にイングランド王国とスコットランド王国が合同して以降、スコットランド貴族は貴族代表議員を務めていない者を含め庶民院から排除された。一方、アイルランド貴族は同様の制限を受けず、貴族代表議員を務めていないアイルランド貴族は貴族特権を放棄することでアイルランド以外の選挙区の代表として庶民院議員を務めることができた。例えば、ジョージ・カーゾンはインド副王に任命されて叙爵されるにあたって、帰国後に庶民院議員を務められるようアイルランド貴族の爵位を求めた。
1963年貴族法によりスコットランド貴族全員に貴族院議員となる権利が与えられたが、アイルランド貴族もすべての選挙区の代表として庶民院議員を務める権利、庶民院選挙で投票する権利が与えられ、貴族特権を放棄するという要件も廃止された。

## 1999年の貴族院改革以降
1999年貴族院法案が審議されていたときも貴族院改革に関する論争は続き、貴族院法案は貴族院改革の第1段階とされた。庶民院議長バーナード・ウェザリルが提唱したウェザリル改正案では貴族院改革の第1段階において、一部の世襲貴族が引き続き貴族院議員を務めることを許し、次の段階で一代貴族の制度が吟味されるときに一緒に検討できるとした。政府は庶民院が貴族院法案の通過を遅延させない代償として改正案に同意、最終的に成立した1999年貴族院法では92人の世襲貴族が引き続き貴族院議員を務めた。
この92人の世襲貴族の内訳は院内役職にあった15名（庶民院より選出）、党派に応じて按分された75名（クロスベンチャー含む。各党より選出）、式部卿1名（君主の代表として）、軍務伯1名だった。このうち、軍務伯は1672年よりノーフォーク公爵が世襲しており、イギリス議会開会式を執り行うなど儀礼的な役割を果たしている。